# Det Grønlandske Hus

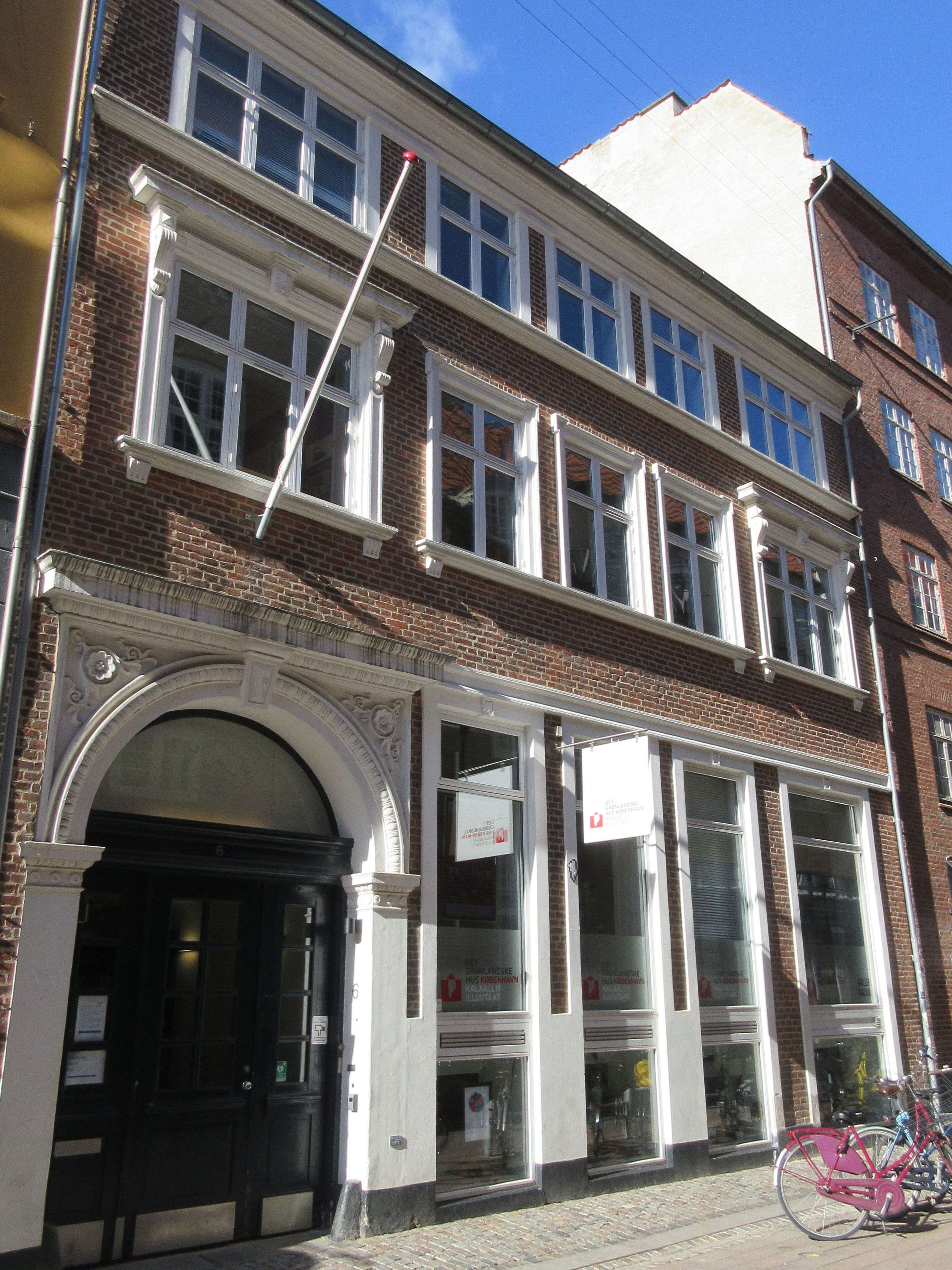
Det Grønlandske Hus in der Løvstræde in Kopenhagen (2021)

Det Grønlandske Hus (grönländisch Kalaallit Illutaat „Das grönländische Haus“) ist der Name von vier Einrichtungen in den dänischen Städten Kopenhagen, Aarhus, Aalborg und Odense. Seine Vororganisation, das Grønlænderhjemmet, diente noch vor allem als Wohnheim. In den 1970er Jahren wurde dieses durch die Grønlænderhuset genannten Institutionen ersetzt, die schnell ihre Funktion veränderten und heute unter dem aktuellen Namen vor allem als Kulturzentrum für grönlandbezogene Themen dienen.

## Geschichte

### Grønlænderhjemmet
Die Geschichte von Det Grønlandske Hus geht zurück bis ins Jahr 1835, als eine Kommission gegründet wurde, die zum Schluss kam, dass Grönländer nach Dänemark geschickt werden sollen, um sich dort zu Hebammen oder Handwerkern ausbilden zu lassen. 1837 kamen die ersten sieben Grönländer zur Ausbildung in Dänemark an. Nach der Gründung von Grønlands Seminarium hörte man 1847 auf, Grönländer in Dänemark zu lehren. 1874 ließ KGH-Direktor Hinrich Johannes Rink die Ausbildung wieder aufnehmen. Die Grönländer wurden wie schon 35 Jahre zuvor bei Privatpersonen in Kopenhagen untergebracht, was sich als problematisch herausstellte. 1878 wurde eine Wohnung auf Amager gemietet, in der alle Grönländer gemeinsam wohnten, aber auch diese Lösung war nicht zufriedenstellend. 1879 wurde beschlossen ein Gebäude als Wohnheim für die Grönländer zu errichten, die sich zwecks Ausbildung in Dänemark aufhielten. Das erste Grønlænderhjemmet („Grönländerheim“) lag im Kalkbrænderivej (heute Nordre Frihavnsgade) im damals noch weniger urbanen Stadtbezirk Østerbro. Das Gebäude hatte zwei Stockwerke, neun Zimmer und zwei Dachkammern und wurde am 24. Februar 1880 eingeweiht und von sechs Lehrlingen bezogen. Der Zweck war vor allem, dass die jungen Grönländer nicht zu sehr an das dänische Leben gewöhnt wurden, aber dennoch dänische Werte wie Ordnung und Sparsamkeit anerzogen bekamen. Rink schied 1882 als KGH-Direktor aus und sein Nachfolger Hugo Egmont Hørring hielt die dänische Ausbildung von Grönländern für wenig zweckmäßig und ließ sie 1896 abschaffen, womit das Grønlænderhjemmet schloss.
Bereits kurz nach 1900 wurde die Ausbildung jedoch wieder aufgenommen, allerdings wurden die Lehrlinge wieder privat einquartiert. Erst 1925 beschloss man, das erneut ein Grønlænderhjemmet errichtet werden sollte. Dieses wurde am 1. Juli 1928 am Amager Strandvej an der Ostküste Amagers eingeweiht und konnte 16 Lehrlinge beherbergen. Als Leiter wurde der grönländische ehemalige Kolonialverwalter Johan Petersen ausgewählt. Auch nach seinem Ausscheiden wurde das Wohnheim von ehemaligen Handelsangestellten geleitet. In den ersten Jahren nach dem Zweiten Weltkrieg kamen plötzlich deutlich mehr Grönländer nach Dänemark und das Grønlænderhjemmet änderte seine Funktion. Es diente fortan als Hotel für Grönländer, die in Kopenhagen angekommen waren und in verschiedene Städte Dänemarks zur Ausbildung sollten, sowie als Rekonvaleszenzheim für Grönländer nach einem Krankenhausaufenthalt in Dänemark und als Ferienheim und Freizeitzentrum für junge Grönländer.
Das kleine Gebäude stellte sich aber schnell als nicht ausreichend groß für diese Aufgaben heraus, sodass nach einem größeren Gebäude gesucht werden musste. Von 1950 bis 1954 benutzte man eine von der Reedergattin Kirstine Lauritzen zur Verfügung gestellte Villa im Scherfigsvej an der Grenze zwischen Østerbro und Hellerup als inoffizielles Grønlænderhjemmet. 1951 sollte das Anwesen Henriksholm in Vedbæk übernommen werden, aber die Dänischen Streitkräfte kamen dem zuvor und kauften das Gebäude und machten es zum Sitz der Luftwaffe. Am 15. Februar 1952 wurde ein Gebäude im Tranegårdsvej in Hellerup gemietet und am 10. Juni desselben Jahres nach einer Renovierung eröffnet. Es konnte 30 Personen dauerhaft beherbergen und hatte zudem Platz für 15 Gäste. 1964 kaufte der Staat das Gebäude und renovierte es erneut über einen Zeitraum von drei Jahren. Anschließend änderte sich die Funktion des Grønlænderhjemmets noch stärker hin zur kurzzeitigen Unterkunft und Verpflegung für Grönländer, die einen Ausbildungsplatz suchten, Patienten oder Eltern, die ihre Kinder in Dänemark besuchen wollten. Zwischen Oktober 1969 und September 1972 übernachteten 3448 Personen im Grønlænderhjemmet. Daneben übernahm es auch zunehmend kulturelle Funktionen und organisierte Veranstaltungen.

### Det Grønlandske Hus
In den 1970er Jahren wurden in sechs verschiedenen Städten in Dänemark Einrichtungen eröffnet, die den Namen Grønlænderhuset erhielten. Zwei von diesen wurden schnell wieder geschlossen, sodass heute nur noch Häuser in Kopenhagen, Aarhus, Aalborg und Odense existieren. Die Einrichtungen übernahmen vor allem die kulturellen Aufgaben des Grønlænderhjemmets in Hellerup, das 2002 geschlossen wurde und durch das Grönländische Patientenheim (Det Grønlandske Patienthjem/Kalaallit Peqqissartut Illuat) in der Omøgade auf Østerbro ersetzt wurde.
Bereits Anfang der 1960er Jahre hatten der Verein für Grönländer in Dänemark Peqatigiit Kalaallit mit dem Sozialberatungszentrum Pooq und die Studentenvereinigung Kalaallit Inuusuttut Ataqatigiit überlegt, einen Treffpunkt für Grönländer in Kopenhagen zu errichten. Nach einer Schenkung der Kommune in Höhe von 500.000 dkr. im Jahr 1967 anlässlich des 800. Stadtgeburtstags wurde 1969 begonnen, nach einem geeigneten Gebäude zu suchen. 1973 wurde schließlich eine alte Silberwarenfabrik in der Løvstræde im Kopenhagener Stadtzentrum gekauft, das nach einer Renovierung am 25. Juni 1974 von Königin Margrethe II. eingeweiht wurde. Die Institution fungierte einerseits als Treffpunkt, konnte aber auch 15 Personen beherbergen. In den Anfangsjahren dominierten aber soziale Probleme unter den Bewohnern, mit denen die Angestellten nicht umgehen konnten, sodass 1978 die Herberge abgeschafft wurde. Wegen anhaltender Probleme mit den Gästen wurde 1989 ein Alkoholverbot eingeführt, was die Lage verbesserte. Um 1990 wurden Abendkurse eingeführt, wo gezeichnet, Fell bearbeitet und mit Perlen gearbeitet wurde. Zudem begann man damit, Grönländischkurse anzubieten. 1992 wurden das Grønlænderhuset und Pooq vereinigt und erhielten den heutigen grönländischen Namen Kalaallit Illutaat. Der Fokus wurde auf kulturelle Arbeit gelegt und daneben auf Sozial- und Ausbildungsberatung. Es wurden Kunstausstellungen, Filmvorführungen und Theaterauftritte durchgeführt. 1993 begann man damit, dänische Schulkinder bei Besuchen über Grönland zu informieren. Im selben Jahr wurde das Café Ajamut eingerichtet, in dem grönländisches Essen angeboten wird, auch wenn EU-Importverbote beispielsweise den Zugang zu Robben- und Walfleisch erschweren. 2004 wurde der dänische Name in das heutige Det Grønlandske Hus geändert. 2005/06 wurde das Gebäude noch einmal deutlich umgestaltet und modernisiert und 2009/10 weiter umgebaut und dabei mit Kunst versehen, vor allem von Aka Høegh. Det Grønlandske Hus in Kopenhagen ist für die Region Hovedstaden und die Region Sjælland zuständig.
Das Haus in Aarhus war ursprünglich eine private Initiative und lag ursprünglich in der Sønder Allé. 1972 übernahm das Grönlandministerium den Betrieb. 1976 zog es in die Dalgas Avenue um. Die Kommune bezahlte eine Renovierung und anschließend diente das Gebäude als Treffpunkt und Herberge, wobei auch hier letztere Funktion später aufgegeben wurde. Det Grønlandske Hus in Aarhus fungiert als Treffpunkt für Grönländer in der Region Midtjylland.
In Odense wurde erstmals 1973/74 ein Grønlænderhuset im Stadtteil Vollsmose eingerichtet. Es zog 1978 in ein ehemaliges Kinderkrankenhaus im Hunderupvej um. 1979 übernahm die Hjemmestyre die Leitung vom Grönlandministerium. 1991 übernahm das Grønlænderhuset in Odense die Zuständigkeit für die ganze Region Syddanmark. 1995 wurde der Name in Det Grønlandske Hus geändert. 1998/99 wurde das Gebäude renoviert, ebenso wie 2004, bevor es 2013 in das neuerrichtete Nordatlantisk Hus im Hafen von Odense umzog.
Das Haus in Aalborg lag ab 1979 im Umanakvej, bevor es 2016 in Det Arktiske Hus in der Straße Vesterbro umzog. Es bedient die Region Nordjylland.